# Verbesina nana
Verbesina nana là một loài thực vật có hoa trong họ Cúc. Loài này được (A.Gray) B.L.Rob. & Greenm. miêu tả khoa học đầu tiên năm 1899.